# Nysted Sogn
Nysted Sogn 

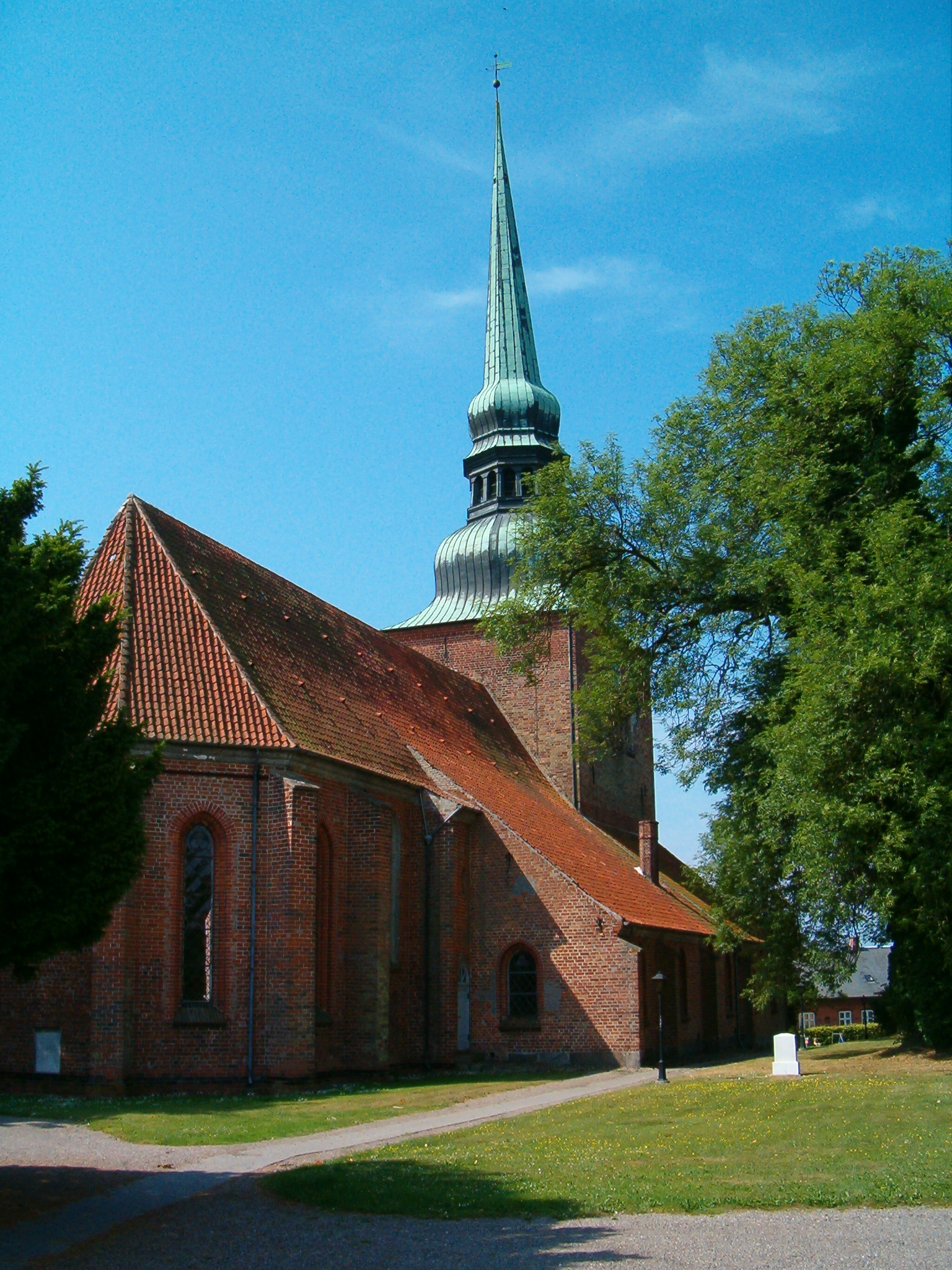
Nysted Kirke

ist eine ehemalige Kirchspielsgemeinde (dän.: Sogn) auf der Insel Lolland im südlichen Dänemark.
Bis 1970 gehörte sie zur Harde Musse Herred im damaligen Maribo Amt, danach zur Nysted Kommune im Storstrøms Amt, die im Zuge der  Kommunalreform zum 1. Januar 2007 in der Guldborgsund Kommune in der Region Sjælland aufgegangen ist.
Im Kirchspiel lebten am 1. Oktober 2020 1.351 Einwohner. Im Kirchspiel lag die Kirche „Nysted Kirke“.
Nachbargemeinden waren im Norden Kettinge Sogn und im Westen und im Osten Vantore Sogn. Mit Letzterem wurde Nysted Sorn am 29. November 2020 zum Nysted-Vantore Sogn zusammengelegt.